# Museo Histórico Municipal de Teba

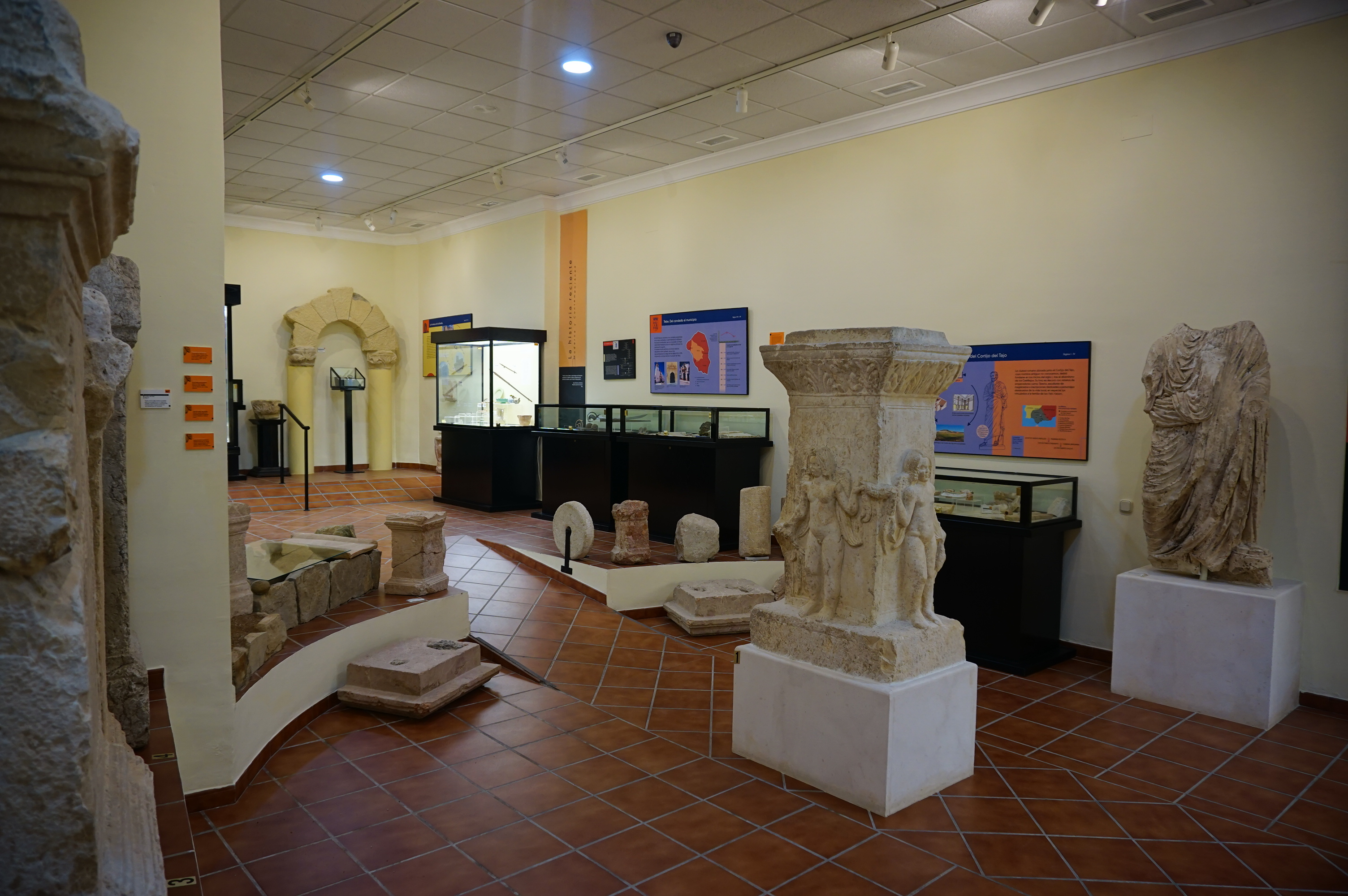
Museo Histórico Municipal.

El Museo Histórico Municipal de Teba es un museo arqueológico del municipio de Teba, provincia de Málaga, España. Inaugurado oficialmente en septiembre de 2000, sobre la base de la Antigua Sala Arqueológica de Teba. Su reconocimiento oficial se produjo con la consiguiente Orden de la Consejería de Cultura de 14 de noviembre de 2002.
Su símbolo y logotipo es una figura de carnero echado procedente del yacimiento prerromano de Los Castillejos. 

## Historia
La inicialmente denominada "Sala arqueológica de Teba" Archivado el 30 de julio de 2011 en Wayback Machine. fue creada a partir de 1974-1975 por iniciativa particular, mediante la recogida de materiales arqueológicos por un grupo de amigos de la localidad y las aportaciones de vecinos del pueblo. Una vez reunida una colección de tamaño razonable, se abrió al público en 1981, parte en los locales del colegio público y parte en la planta baja de la Casa de la Cultura. En 1995 se iniciaron los trámites para la creación de un verdadero museo, y actualmente, desde que fue inaugurado, ocupa varias salas en los bajos del edificio del Ayuntamiento, con modernos criterios expositivos. 

## Colección
Contiene una colección de piezas arqueológicas iniciada en 1974 con materiales hallados en las tierras del término municipal, procedentes de las distintas excavaciones arqueológicas realizadas o de circunstancias fortuitas y de la adquisición de piezas en posesión particular. La muestra abarca desde los tiempos prehistóricos hasta materiales medievales, renacentistas y modernos. Destacan los fondos neolíticos de la Cueva de las Palomas, los restos del Bronce Final e íberos del yacimiento arqueológico de Los Castillejos, los materiales romanos del Cortijo del Tajo (especialmente varios soberbios pedestales, un togado y un retrato del emperador Tiberio), y los procedentes de Nina Alta.